# Trachelyopterus
Trachelyopterus es un género de peces de agua dulce de la familia Auchenipteridae y del orden de los Siluriformes. Las especies que lo integran son denominadas popularmente bagres toritos o bagres apretadores. Se distribuye en los cursos fluviales del norte y centro de Sudamérica cálida, llegando por el sur hasta el Río de la Plata superior, en el centro-este de la Argentina y Uruguay. En las especies mayores la longitud total ronda los 28 cm.

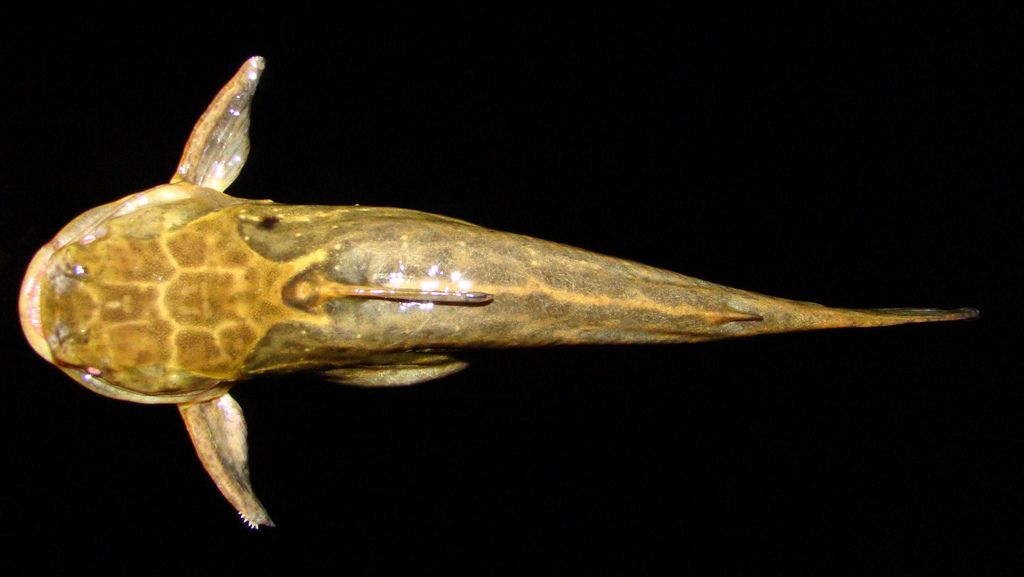
Bagre (Trachelyopterus lucenai).

## Taxonomía
Este género fue descrito originalmente en el año 1840 por el zoólogo francés Achille Valenciennes.  
Especies

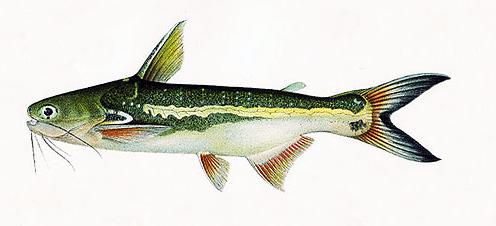
Bagre (Trachelyopterus galeatus).

El género se subdivide en 16 especies:
- Trachelyopterus albicrux (C. Berg (es), 1901)
- Trachelyopterus amblops (Meek & Hildebrand, 1913)
- Trachelyopterus analis (C. H. Eigenmann & R. S. Eigenmann, 1888)
- Trachelyopterus brevibarbis (Cope, 1878)
- Trachelyopterus ceratophysus (Kner, 1858)
- Trachelyopterus coriaceus Valenciennes, 1840
- Trachelyopterus fisheri (C. H. Eigenmann, 1916)
- Trachelyopterus galeatus (Linnaeus, 1766)
- Trachelyopterus insignis (Steindachner, 1878)
- Trachelyopterus isacanthus (Cope, 1878)
- Trachelyopterus lacustris (Lütken, 1874)
- Trachelyopterus leopardinus (Borodin, 1927)
- Trachelyopterus lucenai Bertoletti, J. F. P. da Silva & E. H. L. Pereira, 1995
- Trachelyopterus peloichthys (L. P. Schultz, 1944)
- Trachelyopterus striatulus (Steindachner, 1877)
- Trachelyopterus teaguei (Devincenzi, 1942)

## Importancia económica y cultural
Algunas especies de este género son escasamente empleadas como peces de acuario. Se pescan deportivamente, aunque sin una búsqueda específica, sólo dentro de la modalidad «variada».